# Kaltenborn (Remscheid)
Kaltenborn ist eine Hofschaft in Remscheid in Nordrhein-Westfalen (Deutschland).

## Lage und Verkehrsanbindung
Kaltenborn liegt im südöstlichen Remscheid im statistischen Stadtteil Bergisch Born Ost des Stadtbezirks Lennep im Tal der Dörpe an der Stadtgrenze zu Hückeswagen. Nachbarorte sind  Goldenbergshammer, Karlsruhe, Langenbusch, Siepen, Forsten, Ober- und Niederlangenbach auf Remscheider und Busenberg, Braßhagen und Ulemannssiepen auf Hückeswagener Stadtgebiet. 
Der Ort ist über eine Stichstraße erreichbar, die in Höhe Siepen von der Bundesstraße 229 abzweigt.

## Geschichte
Die Karte Topographia Ducatus Montani aus dem Jahre 1715 zeigt den Hof als Caldenborn. Im 18. Jahrhundert gehörte der Ort zum bergischen Amt Bornefeld-Hückeswagen. 1815/16 lebten vier Einwohner im Ort. 
1832 gehörte Kaltenborn der Lüdorfer Honschaft an, die ein Teil der Hückeswagener Außenbürgerschaft innerhalb der Bürgermeisterei Hückeswagen war. Der laut der Statistik und Topographie des Regierungsbezirks Düsseldorf als Weiler kategorisierte Ort grenzte unmittelbar an die Lenneper Außenbürgerschaft und besaß zu dieser Zeit ein Wohnhaus und vier landwirtschaftliche Gebäude. Zu dieser Zeit lebten 9 Einwohner im Ort, allesamt evangelischen Glaubens.
Im Gemeindelexikon für die Provinz Rheinland werden für 1885 zwei Wohnhäuser mit 15 Einwohnern angegeben. Der Ort gehörte zu dieser Zeit zur Landgemeinde Neuhückeswagen innerhalb des Kreises Lennep. 1895 besitzt der Ort ein Wohnhaus mit 15 Einwohnern, 1905 ein Wohnhaus und neun Einwohner.
Im Zuge der nordrhein-westfälischen Kommunalgebietsreform (§21 Düsseldorf-Gesetz) wurde am 1. Januar 1975 der östliche Bereich um Bergisch Born mit dem Hof Kaltenborn aus der Stadt Hückeswagen herausgelöst und in die Stadt Remscheid eingegliedert.